# Gebrüder Süssenguth
Gebrüder Süssenguth (GS oder „GESUE“) war der Name einer Ende des 19. Jahrhunderts in Bayern gegründeten  Puppenfabrik, die sich am Firmensitz in Neustadt bei Coburg auf die Produktion von Puppen aus leichten Stoffen, Leder und Compositionsmasse für den Export spezialisiert hatte.

## Geschichte
Das Unternehmen wurde 1894 gegründet und bezog auch Puppen anderer deutscher Hersteller wie etwa Max Oscar Arnold, Cuno & Otto Dressel oder Guttmann & Schiffnie.
1904 ließ die Firma ihre Schutzmarke eintragen: Unter den verschlungenen Initialen GS und dem Wort „SCHUTZ - MARKE“ fand sich eine bekleidete stehende Puppe, darunter eine liegende. Wie ein Sockel fand sich am Fuß der Marke der Hinweis „Puppe der Zukunft“.
Zur Markung von Kurbelköpfen benutzte Gebrüder Süssenguth auch die Abkürzung „GESUE“.
Eine Besonderheit von Gebrüder Süssenguth war der um 1925 entwickelte Teddybär „Peter“, dessen auf der Brust mit einem Band angenähtes Markenschild den zusätzlichen Hinweis „Ges. gesch.“ und darunter „Nr. 895 257“ zeigte. Der laut Beiblatt in mehreren Sprachen beschriebene dunkle „Bär, wie lebend“ machte den Kindern in seinen Körperproportionen und mit gläsernen schwarzen Kulleraugen und Augenhöhlen jedoch eher Angst und verkaufte sich seinerzeit nur in kleinen Stückzahlen. Entsprechend selten waren Exponate in Sammlerhand oder Museen zu finden. Allerdings tauchten 1976 aus einer in der DDR geschlossenen Fabrik überraschend einhundert Exemplare auf, was die bis dahin verlangten Preise nach unten beeinflusste.